# 시편 94편
시편 94편은 94번째 시편이다. 성경의 그리스어 70인역과 라틴어 불가타에서 사용되는 약간 다른 번호 체계에서 이 시편은 시편 91편이다. 라틴어에서는 "Deus ultionum"으로 알려져 있다. 이 시편은 왕실 시편(시편 93~99편) 중 하나로 언급되어 하나님을 그의 백성의 왕으로 찬양하지만 고든 처치야드(Gordon Churchyard)가 지적한 것처럼 하나님은 여기에서 왕이 아니라 재판관으로 언급된다.
알렉산더 커크패트릭(Alexander Kirkpatrick)은 이 시편을 두 부분으로 나눈다. 첫 번째 부분인 11절까지 시편 기자는 하나님이 "자신을 땅의 심판관으로 나타내시기를" 간구하고, "시편의 두 번째 부분은 환난 때에 위로의 생각으로 가득 차 있다"고 말한다.
시편은 유대교, 가톨릭 전례의 정규 부분을 형성한다. 예를 들어 바로크 작곡가 하인리히 슈츠(Heinrich Schütz)가 독일어로 음악으로 탄생시켰다. 율리우스 루브케는 1857년에 초연된 오르간을 위한 시편 94번에 소나타를 작곡했다.

## 내용
1. 여호와여 복수하시는 하나님이여 복수하시는 하나님이여 빛을 비추어 주소서
2. 세계를 심판하시는 주여 일어나사 교만한 자들에게 마땅한 벌을 주소서
3. 여호와여 악인이 언제까지, 악인이 언제까지 개가를 부르리이까
4. 그들이 마구 지껄이며 오만하게 떠들며 죄악을 행하는 자들이 다 자만하나이다
5. 여호와여 그들이 주의 백성을 짓밟으며 주의 소유를 곤고하게 하며
6. 과부와 나그네를 죽이며 고아들을 살해하며
7. 말하기를 여호와가 보지 못하며 야곱의 하나님이 알아차리지 못하리라 하나이다
8. 백성 중의 어리석은 자들아 너희는 생각하라 무지한 자들아 너희가 언제나 지혜로울까
9. 귀를 지으신 이가 듣지 아니하시랴 눈을 만드신 이가 보지 아니하시랴
10. 뭇 백성을 징벌하시는 이 곧 지식으로 사람을 교훈하시는 이가 징벌하지 아니하시랴
11. 여호와께서는 사람의 생각이 허무함을 아시느니라
12. 여호와여 주로부터 징벌을 받으며 주의 법으로 교훈하심을 받는 자가 복이 있나니
13. 이런 사람에게는 환난의 날을 피하게 하사 악인을 위하여 구덩이를 팔 때까지 평안을 주시리이다
14. 여호와께서는 자기 백성을 버리지 아니하시며 자기의 소유를 외면하지 아니하시리로다
15. 심판이 의로 돌아가리니 마음이 정직한 자가 다 따르리로다
16. 누가 나를 위하여 일어나서 행악자들을 치며 누가 나를 위하여 일어나서 악행하는 자들을 칠까
17. 여호와께서 내게 도움이 되지 아니하셨더면 내 영혼이 벌써 침묵 속에 잠겼으리로다
18. 여호와여 나의 발이 미끄러진다고 말할 때에 주의 인자하심이 나를 붙드셨사오며
19. 내 속에 근심이 많을 때에 주의 위안이 내 영혼을 즐겁게 하시나이다
20. 율례를 빙자하고 재난을 꾸미는 악한 재판장이 어찌 주와 어울리리이까
21. 그들이 모여 의인의 영혼을 치려 하며 무죄한 자를 정죄하여 피를 흘리려 하나
22. 여호와는 나의 요새이시요 나의 하나님은 내가 피할 반석이시라
23. 그들의 죄악을 그들에게로 되돌리시며 그들의 악으로 말미암아 그들을 끊으시리니 여호와 우리 하나님이 그들을 끊으시리로다